# Tim Sugden

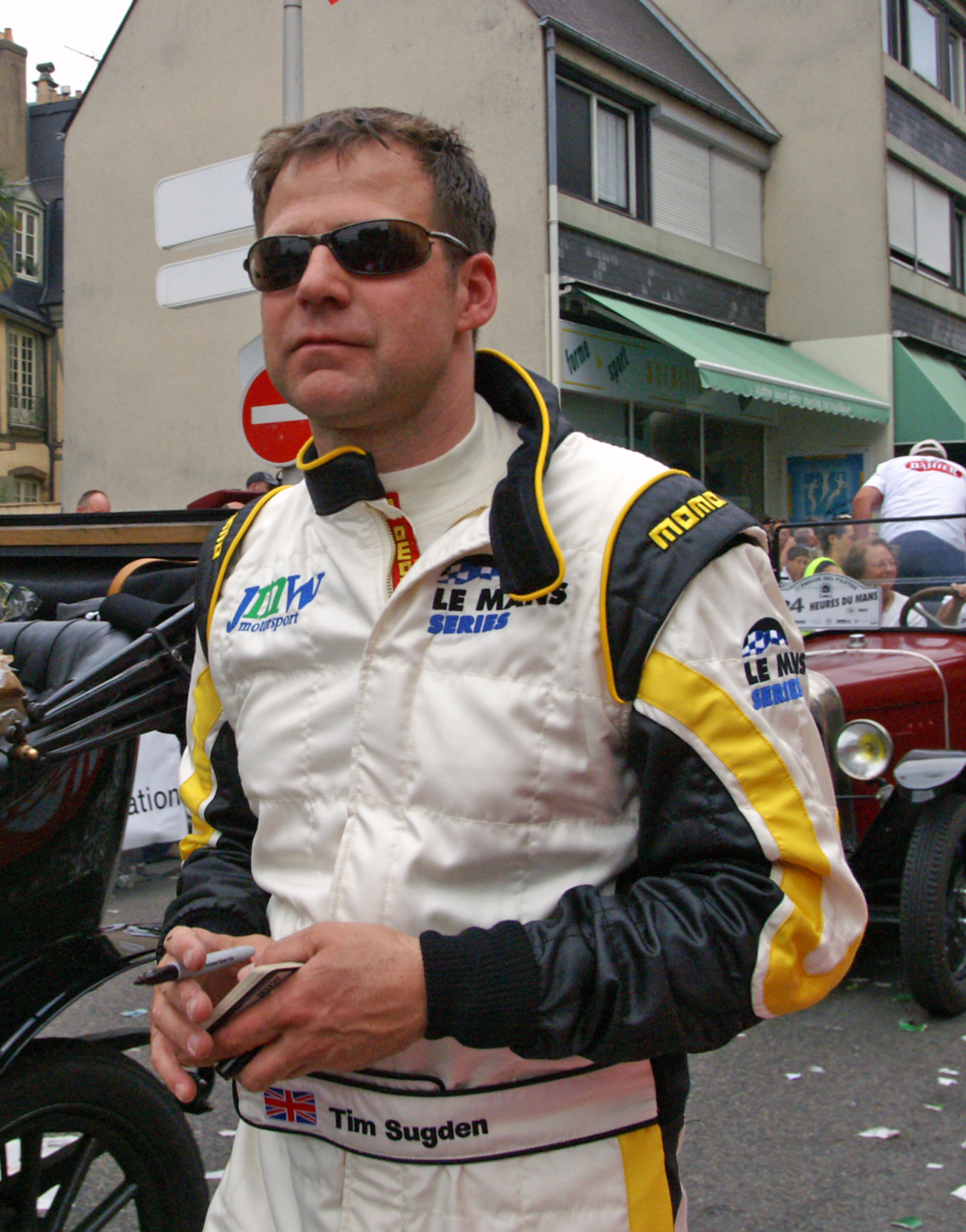
Tim Sugden bei der Fahrerparade zum 24-Stunden-Rennen von Le Mans 2009

Timothy Philip „Tim“ Sugden (* 26. April 1964 in Bradford) ist ein ehemaliger britischer Autorennfahrer.

## Karriere
Tim Sugden begann seine Rennkarriere 1986 in der britischen Formel-Ford-Meisterschaft. Als er 1990 versuchte, in der Formel-Renault-Meisterschaft von Großbritannien Fuß zu fassen, hatte er bereits vier Saisons in der Formel Ford verbracht und den Durchbruch im Monoposto-Rennsport nicht geschafft. Er wechselte daher in den Tourenwagensport. 1990 stieg er in die britische Tourenwagen-Meisterschaft ein und feierte bereits in seiner zweiten Saison den ersten Rennsieg.
Nach zwei sportlich wenig erfolgreichen Saisons als Werksfahrer von Toyota schien Sudgens Karriere 1995 bereits zu Ende zu sein und ab 1996 fuhr er zunächst nur Autorennen in Markenpokalen. Neuen Schwung erhielt seine Karriere, als er 1997 in den Sportwagensport wechselte und auf Anhieb den GT2-Meistertitel in der britischen GT-Meisterschaft errang. Diesen Erfolg übertraf er schon 1998, als er sich auf einem McLaren F1 vom Gulf Team Davidoff am Ende des Jahres den GT1-Meistertitel sicherte. Im selben Jahr gab er sein Debüt beim 24-Stunden-Rennen von Le Mans, das er mit einem überraschenden vierten Rang im Gesamtklassement beendete.
Seit Anfang der 2000er-Jahre gehört Sugden zu den meistbeschäftigten Sportwagenpiloten. Er fuhr und fährt in fast allen Sportwagenrennserien der Welt. Neben dem 24-Stunden-Rennen von Le Mans nahm er auch an der Le Mans Series, der American Le Mans Series und der FIA-GT-Meisterschaft teil. In den letzten Jahren bestritt er außerdem Rennen in der US-amerikanischen Grand-Am Sports Car Series und im asiatischen Porsche Carrera Cup.

## Statistik

### Le-Mans-Ergebnisse
| Jahr | Team                        | Fahrzeug                    | Teamkollege    | Teamkollege     | Platzierung | Ausfallgrund     |
| ---- | --------------------------- | --------------------------- | -------------- | --------------- | ----------- | ---------------- |
| 1998 | Gulf Team Davidoff          | McLaren F1 GTR              | Steve O’Rourke | Bill Auberlen   | Rang 4      |                  |
| 2003 | Dewalt Racesports Salisbury | TVR Tuscan T400R            | Mike Jordan    | Michael Caine   | Ausfall     | Kraftübertragung |
| 2004 | Thierry Perrier             | Porsche 996 GT3 RS          | Ian Khan       | Nigel Smith     | Rang 23     |                  |
| 2006 | Russian Age Racing          | Ferrari 550 GTS Maranello   | Christian Vann | Nigel Smith     | Ausfall     | Motorschaden     |
| 2008 | Virgo Motorsport            | Ferrari F430 GTC            | Rob Bell       | Tim Mullen      | Ausfall     | Motorschaden     |
| 2009 | JMW Motorsport              | Ferrari F430 GTC            | Rob Bell       | Andrew Kirkaldy | Rang 23     |                  |
| 2010 | JMW Motorsport              | Aston Martin V8 Vantage GT2 | Rob Bell       | Bryce Miller    | Ausfall     | Unfall           |
| 2011 | JMW Motorsport              | Ferrari 458 Italia GTC      | Rob Bell       | Xavier Maassen  | Rang 24     |                  |

### Sebring-Ergebnisse
| Jahr | Team            | Fahrzeug            | Teamkollege    | Teamkollege      | Platzierung | Ausfallgrund     |
| ---- | --------------- | ------------------- | -------------- | ---------------- | ----------- | ---------------- |
| 2004 | J-3 Racing      | Porsche 911 GT3-RSR | Justin Jackson | Brian Cunningham | Rang 14     |                  |
| 2005 | J3 Racing Inc.  | Porsche 996 GT3-RSR | Niclas Jönsson |                  | Rang 10     |                  |
| 2006 | J3 Racing       | Porsche 996 GT3-RS  | Wolf Henzler   | Jim Matthews     | Ausfall     | Kraftübertragung |
| 2008 | Drayson-Barwell | Aston Martin DBR9   | Paul Drayson   | Jonny Cocker     | Ausfall     | Unfall           |